# Shota Kawanishi
Shota Kawanishi (født 28. oktober 1988) er en japansk fodboldspiller, som spiller for den japanske fodboldklub FC Gifu.